# جايسون روجرز
جايسون روجرز (بالإنجليزية: Jason Rogers) هو مبارز بالسيف أمريكي، ولد في 14 أبريل 1983 في هيوستن في الولايات المتحدة.

## وصلات خارجية
- جايسون روجرز على موقع الاتحاد الدولي للمبارزة (الإنجليزية)
- جايسون روجرز على موقع أوليمبيديا (الإنجليزية)